# Małgorzata Pomorska-Mól
Małgorzata Marta Pomorska-Mól – polska lekarka weterynarii, prof. dr hab. nauk weterynaryjnych, epizootiolog, hyopatolog (choroby świń), krajowy kierownik Sekcji fizjologii i patologii świń (2020-2024) Polskiego Towarzystwa Nauk Weterynaryjnych, profesor Katedry Nauk Przedklinicznych i Chorób Zakaźnych Wydziału Medycyny Weterynaryjnej i Nauk o Zwierzętach Uniwersytetu Przyrodniczego w Poznaniu.

## Życiorys
Absolwentka IX Liceum Ogólnokształcącego w Lublinie (1994). W 2001 ukończyła studia weterynaryjne w Akademii Rolniczej w Lublinie, 17 grudnia 2007 obroniła pracę doktorską Wyznaczenie oraz porównanie podstawowych wskaźników farmakokinetycznych tiamuliny po podaniu doustnym u kurcząt rzeźnych, 18 września 2013 habilitowała się na podstawie pracy zatytułowanej Białka ostrej fazy w wybranych bakteryjnych, wirusowych i mieszanych zakażeniach układu oddechowego oraz diagnostyce i monitoringu stanu zdrowia świń. 29 stycznia 2018 nadano jej tytuł profesora w zakresie nauk weterynaryjnych.
W latach 2008–2018 pracowała w Zakładzie Chorób Świń Państwowego Instytutu Weterynaryjnego – Państwowego Instytutu Badawczego, od 2015 pełniąc funkcję zastępcy kierownika zakładu. W roku 2018 została zatrudniona na stanowisku profesora zwyczajnego w Państwowym Instytucie Weterynaryjnym – Państwowym Instytucie Badawczym.
Posiada tytuł specjalisty z dziedziny weterynaryjna diagnostyka laboratoryjna (2011) oraz specjalisty chorób świń (2020).
Od października 2018 roku jest profesorem w Katedrze Nauk Przedklinicznych i Chorób Zakaźnych Wydziału Medycyny Weterynaryjnej i Nauk o Zwierzętach Uniwersytetu Przyrodniczego w Poznaniu. Od 2023 roku jest Kierownikiem Katedry Nauk Przedklinicznych i Chorób Zakaźnych.  
Przewodnicząca Rady Naukowej Dyscypliny weterynaria (2019-2020; 2020-2024; 2024-2028) w Uniwersytecie Przyrodniczym w Poznaniu
Członkini Komisji Ewaluacji Nauki kadencji 2023-2027 oraz Rady Sanitarno-Epizootycznej przy Głównym Lekarzu Weterynarii.  